# Plastic Logic

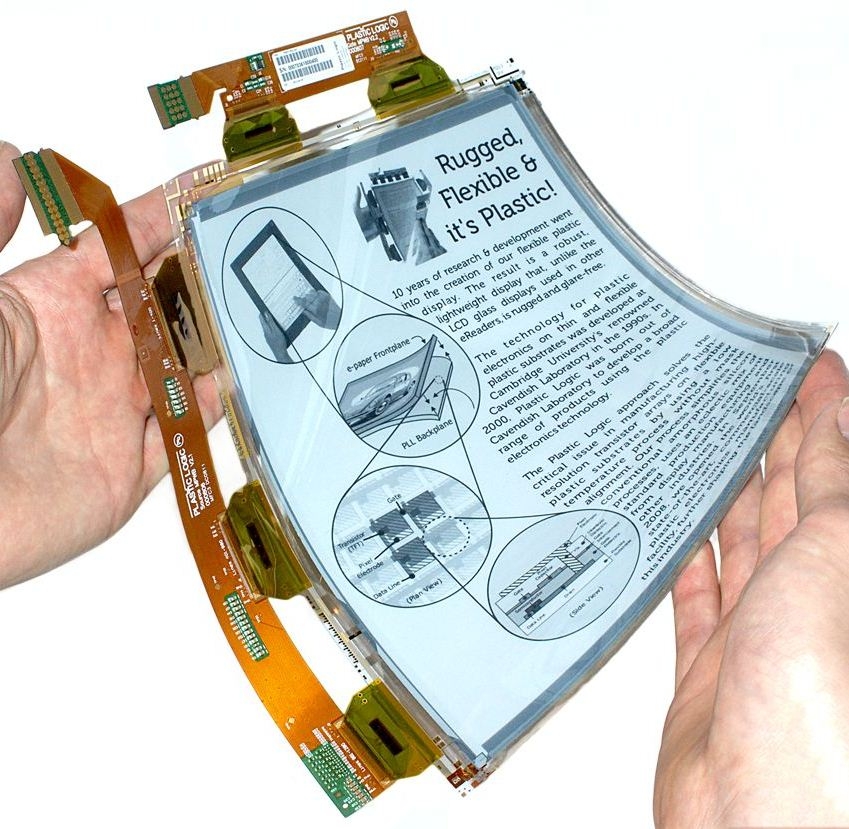
Pantalla flexible de plástico de Plastic Logic

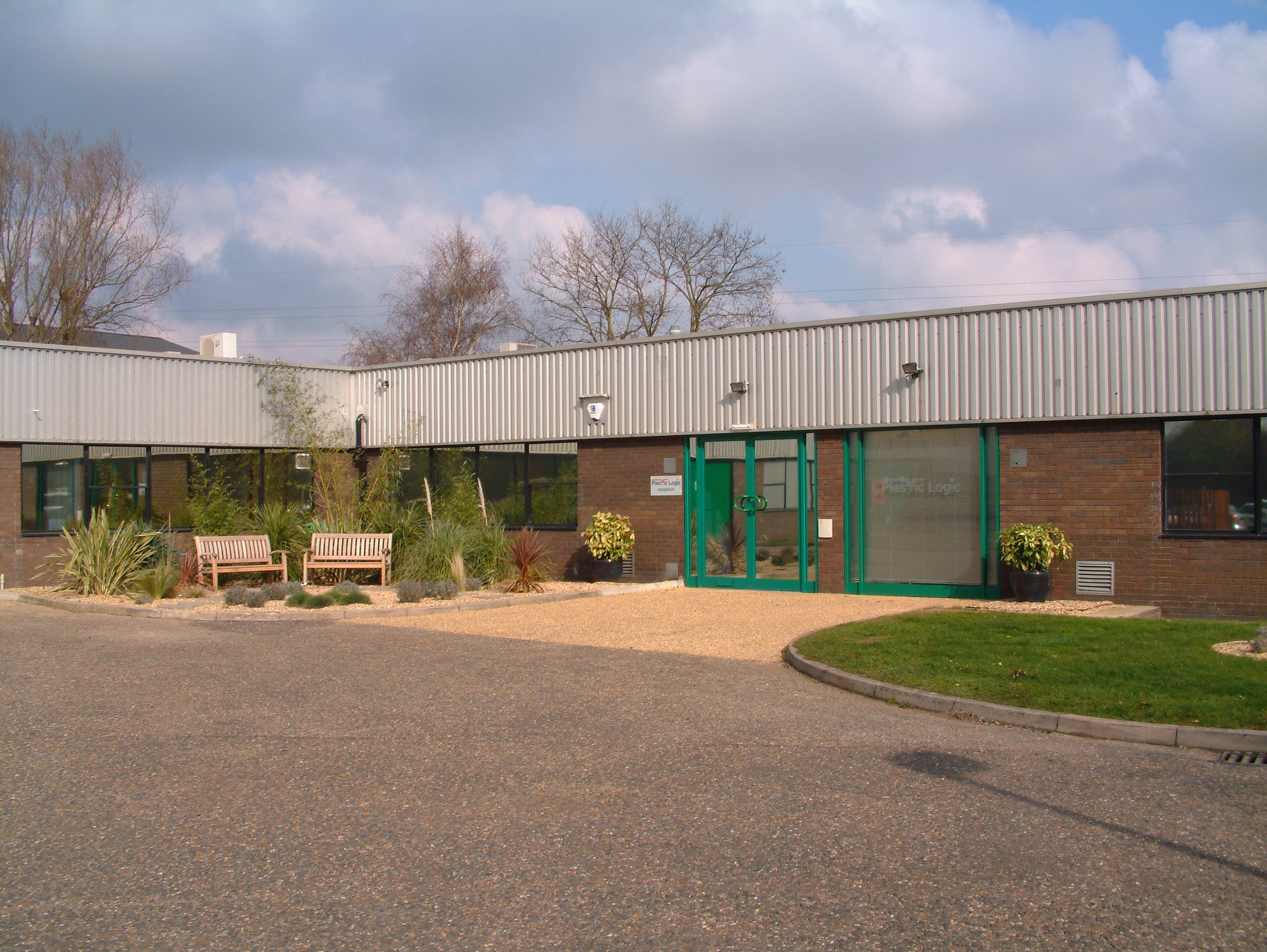
Plastic Logic en Cambridge

Plastic Logic es una empresa de derivada (spin-off) del Laboratorio Cavendish en la Universidad de Cambridge y está especializada en polímeros transistores y Electrónica orgánica. La empresa fue fundada en 2000 por Richard Friend , Henning Sirringhaus y Stuart Evans. Plastic Logic desarrolla y fabrica pantallas flexibles de plástico, en color y blanco y negro y en varios tamaños, basada en una tecnología de transistores de película delgada orgánica (OTFT).
La sede de Plastic Logic está en Dresde.
En febrero de 2015, la empresa anunció que el desarrollo tecnológico y las partes de fabricación de Plastic Logic se separarían y seguirían adelante como empresas independientes, con el fin de generar enfoque y abordar una serie de oportunidades disponibles en los mercados identificados. FlexEnable fue creado a partir de la gente de Plastic Logic y sus activos tecnológicos en Cambridge, Reino Unido. La planta de fabricación en Dresde, Alemania, que desarrolla, fabrica y vende una gama de EPD flexible, opera de forma independiente bajo el nombre de Plastic Logic Germany.
Plastic Logic abrió la primera planta de mini fabricación el 11 de noviembre de 2003 en Cambridge, Reino Unido. El 17 de septiembre de 2008 se abrió una fábrica para la producción en masa de las unidades de exhibición en Dresde, Alemania. 